# Jack Del Rio
Pour les articles homonymes, voir Del Rio.
(en) Statistiques sur pro-football-reference
Jack Del Rio, né le 4 avril 1963 à Castro Valley en Californie, est un joueur de football américain devenu entraîneur. Il évoluait à la position de linebacker et a joué 11 saisons dans la National Football League (NFL).
Durant sa carrière d'entraîneur, il a été entraîneur principal des Jaguars de Jacksonville de 2003 à 2011 et des Raiders d'Oakland de 2015 à 2017.

## Biographie

### Carrière de joueur
Il a joué au niveau universitaire pour les Trojans d'USC de 1981 à 1984. Sa dernière saison universitaire est couronnée par une sélection dans l'équipe-type nationale All-America. Il a joué le Rose Bowl en fin de saison et aide les Trojans à remporter le match contre les Buckeyes d'Ohio State, match duquel il est nommé co-meilleur joueur avec le quarterback Trent Green. Il a également joué au baseball avec l'équipe d'USC en tant que receveur et a été sélectionné par les Blue Jays de Toronto lors du repêchage amateur de la Ligue majeure de baseball en 1981.
Il est sélectionné par les Saints de La Nouvelle-Orléans au troisième tour, en 68e position, lors de la draft 1985 de la NFL. Après deux saisons, il est échangé aux Chiefs de Kansas City. Il joue deux saisons avec les Chiefs avant d'être libéré en 1989. Il trouve preneur en étant réclamé par les Cowboys de Dallas. Il atteint les 100 plaquages en une saison pour la première fois lors de la saison 1990. Laissé libre par les Cowboys en 1992, il rejoint les Vikings du Minnesota. La saison 1994 de Del Rio est couronnée par une sélection au Pro Bowl. Il signe aux Dolphins de Miami en 1996, mais est libéré avant le début de la saison régulière.

### Carrière d'entraîneur
Il rejoint le personnel d'entraîneurs des Saints de La Nouvelle-Orléans en 1997, en étant nommé assistant entraîneur de la force et du conditionnement physique. La saison suivante, il est nommé entraîneur des linebackers.
Il rejoint en 1999 les Ravens de Baltimore en tant qu'entraîneur des linebackers. Il remporte le Super Bowl XXXV avec les Ravens au terme de la saison 2000, après avoir vaincu les Giants de New York en finale grâce à une défense dominante. En 2002, il devient le coordinateur défensif des Panthers de la Caroline, sous les ordres du nouvel entraîneur principal John Fox. Malgré un bilan de 7 victoires et 9 défaites en fin de saison, la défense menée par Del Rio est la deuxième équipe ayant alloué le moins de yards par l'attaque adverse.
En 2003, il est nommé entraîneur principal des Jaguars de Jacksonville. Il mène les Jaguars en 2005 à une première participation en phase éliminatoire depuis 1999 grâce à un bilan de 12 victoires et 4 défaites, mais son équipe perd au tour préliminaire contre les Patriots de la Nouvelle-Angleterre. Il ramène les Jaguars en phase éliminatoire deux ans plus tard et remporte son premier match éliminatoire contre les Steelers de Pittsburgh au tour préliminaire. Del Rio et les Jaguars perdent toutefois au tour suivant contre les Patriots, équipe invaincue en saison régulière. 
En 2010, il reçoit une offre de son ancienne équipe universitaire, les Trojans d'USC, pour être l'entraîneur principal, mais rejette celle-ci, préférant rester avec les Jaguars au moins jusqu'au terme de son contrat actuel. Le 29 novembre 2011, il est renvoyé par les Jaguars avec cinq matchs restants au calendrier, alors que son équipe est en route pour manquer les éliminatoires pour une quatrième saison consécutive.
Il rejoint le personnel des Broncos de Denver en 2012, en tant que coordinateur défensif, et retrouve son collègue avec les Panthers John Fox.
Après trois saisons avec les Broncos, il est nommé entraîneur principal des Raiders d'Oakland en 2015. Il mène les Raiders à une première participation aux éliminatoires depuis 2002 lors de la saison 2016. Il est renvoyé par les Raiders après la saison 2017 au cours de laquelle son équipe manque les éliminatoires.
Il passe la saison 2019 au sein de la chaîne de télévision ESPN en tant qu'analyste. En 2020, il nommé coordinateur défensif des Redskins de Washington (équipe plus tard renommée en « Washington Football Team » durant l'intersaison) sous les ordres de Ron Rivera. Il est limogé lors de la saison 2023 après 12 matchs.
En 2024, il intègre le staff technique de Wisconsin en NCAA. Il est remercié le 11 novembre à la suite de son arrestation pour conduite de véhicule sous emprise.